# Latón de níquel
El latón de níquel (también llamado níquel-latón o alpaca amarilla) es una aleación que se logra mezclando níquel y latón (75 % cobre 25 % zinc). El resultado de esta mezcla es un metal duro e inoxidable, con un color similar al del latón ya que es de un color dorado un poco más claro que el del metal anteriormente mencionado.

## Aplicaciones
La aleación se utiliza para la fabricación de canillas, pestillos, algunos artículos de joyería, pero su aplicación más importante es sin lugar a dudas para la acuñación de monedas, es una aleación cara para la acuñación de numismas, sin embargo hace que las monedas sean muy duraderas y muy difíciles de falsificar. Las monedas de 5 y 20 forintos de Hungría; de 1, 5, y 10 Fils de Kuwait; de un cuarto de dinar jordano o la moneda de 500 chelines ugandeses son ejemplos de piezas compuestas de esta aleación.